# 卡耶尔帕蒂纳姆
卡耶尔帕蒂纳姆（Kayalpattinam），是印度泰米尔纳德邦Toothukudi县的一个城镇。总人口32672（2001年）。

## 人口
该地2001年总人口32672人，其中男性15043人，女性17629人；0—6岁人口4157人，其中男2196人，女1961人；识字率78.93%，其中男性为80.44%，女性为77.63%。